# Ultratenuipalpus rubi
Ultratenuipalpus rubi är en spindeldjursart som först beskrevs av Elsie Collyer 1964.  Ultratenuipalpus rubi ingår i släktet Ultratenuipalpus och familjen Tenuipalpidae. Inga underarter finns listade i Catalogue of Life.